# Guillaume Soro

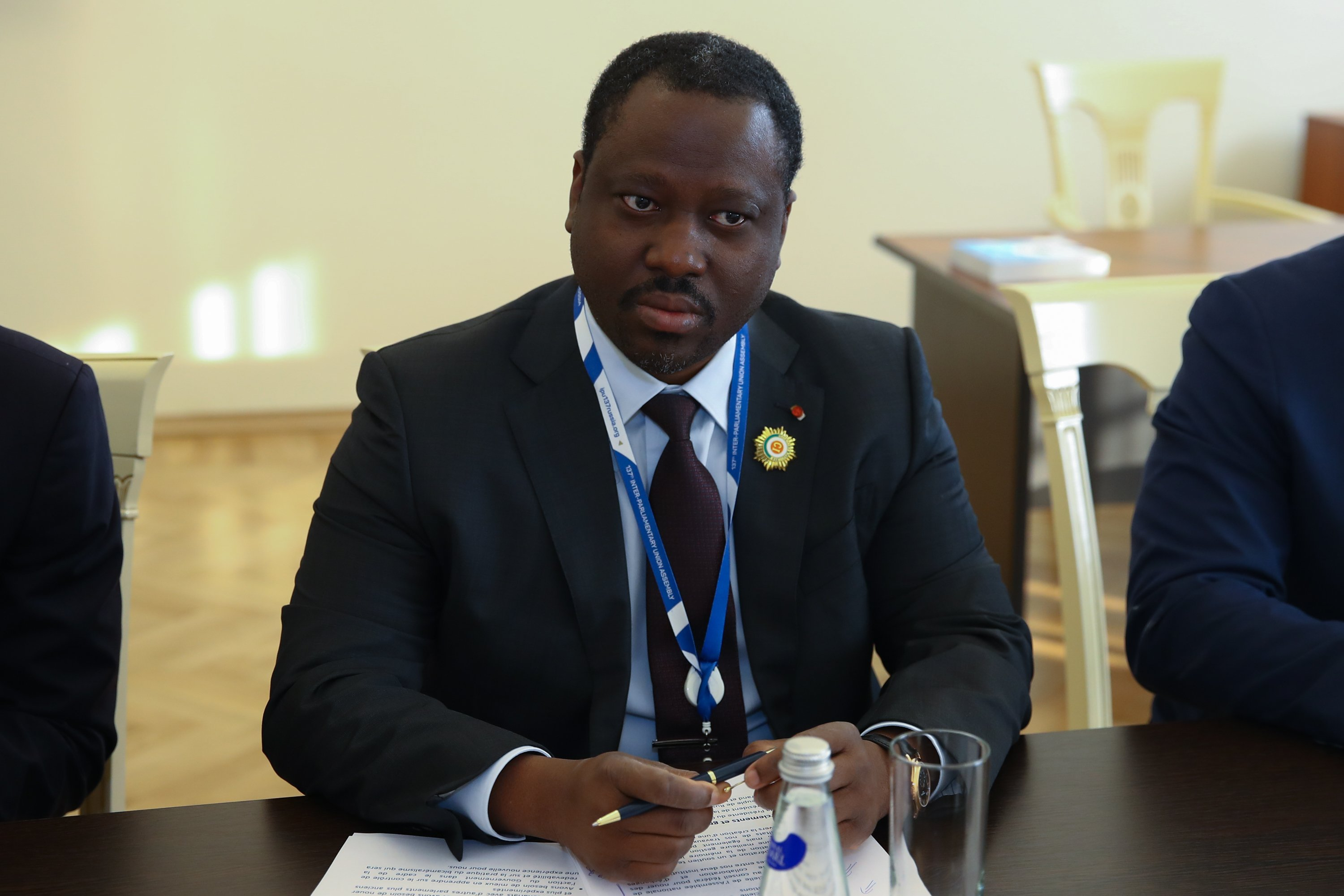

Guillaume Soro (Kofiplé, 8 mei 1972) is een Ivoriaans politicus en was in 2020 presidentskandidaat. Hij behoort tot het Senufovolk en is katholiek.

## Levensloop
Na zijn universitaire studies in Parijs en Lyon keerde hij naar zijn land terug. Tijdens de Ivoriaanse burgeroorlog (2002-2007) was hij leider van de rebellengroep FNCI (Forces Nouvelles de Côte d'Ivoire). Eerste minister Charles Konan Banny stelde hem in 2005 aan als minister van Binnenlandse Zaken en Heropbouw en in 2007 werd hij door president Laurent Gbagbo aangesteld als eerste minister. Verschillende moordpogingen werden tegen hem uitgevoerd. Na de Ivoriaanse presidentsverkiezingen 2010 weigerde Gbagbo op te stappen en brak er opnieuw een burgeroorlog uit. Na tien maand eerste minister te zijn geweest onder de nieuwe president Alassane Ouattara werd hij voorzitter van de Nationale Vergadering in 2012.
In 2019 zette hij een stap opzij om zich klaar te stomen voor de Ivoriaanse presidentsverkiezingen 2020. De voorbereiding gebeurde in Frankrijk. Op 20 december 2019 werd hij door het Ivoriaans Hoger gerechtshof aangeklaagd voor verduistering van openbare middelen in 2007 toen hij premier was. Op 20 oktober 2020 volgde een nieuwe aanklacht, samenzwering en bedreiging van de staatsveiligheid. Op 23 juni 2021 werd hij veroordeeld tot levenslange gevangenisstraf wegens het beramen van een staatsgreep in december 2019. De Ivoriaanse justitie vaardigde een internationaal arrestatiebevel tegen hem uit.
In juli 2023 werd een onderzoeksrechter in Parijs, Frankrijk, aangesteld om onderzoek te doen naar de moord op Ibrahima Coulibaly in april 2011, een voormalige Ivoriaanse rebellenleider, waarbij Guillaume Soro vermoedelijk betrokken was bij de moord.
1. ↑  https://fr.africanews.com/2023/07/04/france-soro-vise-dans-lenquete-sur-lassassinat-dun-chef-rebelle-ivoirien/. Gearchiveerd op 7 juli 2023.